# Kizhakkumbhagom
Kizhakkumbhagom es una ciudad censal situada en el distrito de Ernakulam en el estado de Kerala (India). Su población es de 10791 habitantes (2011). Se encuentra a 38 km de Cochín y a 61 km de Thrissur.

## Demografía
Según el censo de 2011 la población de Kizhakkumbhagom era de 10791 habitantes, de los cuales 5320 eran hombres y 5471 eran mujeres. Kizhakkumbhagom tiene una tasa media de alfabetización del 96,45%, superior a la media estatal del 94%: la alfabetización masculina es del 97,89%, y la alfabetización femenina del 95,07%.